# Quan hệ Ấn Độ – Bắc Triều Tiên
Ấn Độ và Triều Tiên có quan hệ ngoại giao và thương mại ngày càng phát triển. Ấn Độ duy trì một đại sứ quán ở Bình Nhưỡng và Triều Tiên có một đại sứ quán ở New Delhi.
Ấn Độ là một trong những đối tác thương mại lớn nhất của Bắc Triều Tiên và là nhà cung cấp viện trợ thực phẩm lớn. Theo CII, xuất khẩu của Ấn Độ sang Bắc Triều Tiên năm 2013 đạt tổng cộng hơn 60 triệu USD.
Tuy nhiên, Ấn Độ là nước chỉ trích hồ sơ hạt nhân của Triều Tiên và cũng lên tiếng về lo ngại phi hạt nhân hóa và giải giáp đối với mối quan hệ quân sự với Pakistan. Ấn Độ đã nhiều lần lên án các vụ thử hạt nhân của Triều Tiên và coi chương trình hạt nhân của họ là mối đe dọa đối với an ninh khu vực.
Ấn Độ ủng hộ mạnh mẽ các nghị quyết và hoạt động quân sự của Liên Hợp Quốc chống lại Triều Tiên trong Chiến tranh Triều Tiên. Korean War. Tuy nhiên, Ấn Độ đã nói rằng họ muốn thống nhất Triều Tiên. Theo BBC World Service Poll 2014, 23% người Ấn Độ nhìn nhận ảnh hưởng thế giới của Bắc Triều Tiên một cách tích cực, với 27% bày tỏ quan điểm tiêu cực.

## Lịch sử

### Thời trung cổ
Theo biên niên sử thế kỷ 13 Samguk Yusa, nữ hoàng Triều Tiên cổ đại Heo Hwang-ok đến từ một vương quốc tên là "Ayuta". Một giả thuyết xác định Ayuta là Ayodhya ở Ấn Độ. Năm 2001, một phái đoàn Hàn Quốc đã khánh thành một đài tưởng niệm nữ hoàng ở Ayodhya.
Một du khách Hàn Quốc nổi tiếng đến Ấn Độ là Hyecho, một tu sĩ Phật giáo Triều Tiên đến từ Silla, một trong ba vương quốc của Triều Tiên thời kỳ này. Theo lời khuyên của các giảng viên Ấn Độ tại Trung Quốc, ông lên đường sang Ấn Độ vào năm 723 sau Công nguyên để làm quen với ngôn ngữ và văn hóa Ấn Độ. Ông đã viết một nhật ký về hành trình của mình bằng tiếng Trung Wang ocheonchukguk jeon hay "Thuật lại chuyến du lịch đến năm vương quốc Ấn Độ". Tài iệu từ lâu đã bị mất. Tuy nhiên, một bản thảo xuất hiện trong số các bản thảo Đôn Hoàng trong đầu thế kỷ 20.
Một thương nhân giàu có từ Ma'bar Sultanate, Abu Ali (P'aehali) 孛哈里 (hay 布哈爾 Buhaer), có quan hệ chặt chẽ với hoàng gia Ma'bar. Sau khi ra ngoài với họ, ông chuyển đến triều đại nhà Nguyên Trung Quốc và nhận một người phụ nữ Triều Tiên làm vợ và làm việc cho hoàng đế Mông Cổ, người phụ nữ trước đây là vợ của 桑哥 Sangha và cha của bà là 蔡仁揆 채송년 Ch'ae In'gyu dưới triều đại của 忠烈 Cao Ly Trung Tông, được ghi lại trong Dongguk Tonggam, Goryeosa và 中俺集 Zhong'anji của 留夢炎 Liu Mengyan. 桑哥 Sangha là một người Tibetan.

### Chiến tranh Triều Tiên
Ấn Độ lên án Triều Tiên là kẻ xâm lược khi Chiến tranh Triều Tiên bắt đầu, ủng hộ các nghị quyết 82 và 83 của Hội đồng Bảo an về cuộc khủng hoảng. Tuy nhiên, Ấn Độ không ủng hộ nghị quyết 84 về hỗ trợ quân sự cho Hàn Quốc. Là một quốc gia không liên kết, Ấn Độ ngần ngại tham gia vào một cam kết quân sự chống lại Triều Tiên. Thay vào đó, Ấn Độ đã ủng hộ tinh thần cho hành động của Liên Hợp Quốc và quyết định gửi một đơn vị y tế đến Triều Tiên như một cử chỉ nhân đạo. Đơn vị cứu thương dã chiến Ấn Độ số 60, một đơn vị thuộc Sư đoàn không quân Ấn Độ, đã được chọn để được phái tới Hàn Quốc. Đơn vị gồm 346 người trong đó có 14 bác sĩ.
Ấn Độ là chủ tịch Ủy ban LHQ gồm 9 thành viên theo dõi cuộc bầu cử ở Triều Tiên không chia rẽ năm 1947. Sau Chiến tranh Triều Tiên, Ấn Độ lại đóng vai trò quan trọng với tư cách là chủ tịch Ủy ban hồi hương của các quốc gia trung lập ở bán đảo Triều Tiên. Ấn Độ thiết lập quan hệ lãnh sự với Bắc Triều Tiên vào năm 1962 và năm 1973, thiết lập quan hệ ngoại giao đầy đủ với họ. Tuy nhiên, mối quan hệ của Ấn Độ với Triều Tiên đã bị ảnh hưởng bởi mối quan hệ của Triều Tiên với Pakistan, đặc biệt là sự giúp đỡ của họ cho chương trình tên lửa hạt nhân của Pakistan. Năm 1999, Ấn Độ đã bắt giữ một tàu Bắc Triều Tiên ngoài khơi bờ biển Kandla, nơi được phát hiện mang các thành phần tên lửa và bản thiết kế. Quan hệ của Ấn Độ với Hàn Quốc có chiều sâu kinh tế và công nghệ lớn hơn nhiều và sự nhạy bén của Ấn Độ đối với các khoản đầu tư và công nghệ của Hàn Quốc đã lần lượt ảnh hưởng đến mối quan hệ của họ với Triều Tiên. Ấn Độ đã liên tục lên tiếng phản đối các vụ thử hạt nhân và tên lửa của Triều Tiên.

## Quan hệ Kinh tế

### Thương mại
Thương mại giữa Ấn Độ và Triều Tiên đã chứng kiến sự gia tăng lớn trong những năm gần đây. Từ tổng giao dịch trung bình chỉ khoảng 10 triệu đô la vào giữa những năm 2000, nó đã tăng lên 60 triệu đô la vào năm 2013. Thương mại này có lợi cho Ấn Độ, với việc xuất khẩu của họ chiếm khoảng 60 triệu đô la trong khi xuất khẩu của Bắc Triều Tiên sang Ấn Độ là 36 triệu đô la. Xuất khẩu chính của Ấn Độ sang Bắc Triều Tiên là các sản phẩm dầu mỏ tinh chế trong khi bạc và phụ tùng ô tô là thành phần chính của hàng nhập khẩu từ Triều Tiên. Ấn Độ đã tham gia Hội chợ thương mại quốc tế mùa thu Bình Nhưỡng lần thứ sáu vào tháng 10 năm 2010 và đã có những nỗ lực mang lại sự hợp tác kinh tế và thương mại lớn hơn giữa hai nước kể từ đó. Trong năm 2010-2011, thương mại Ấn Độ - Bắc Triều Tiên đạt mức 57 triệu đô la với xuất khẩu của Ấn Độ chiếm 32 triệu đô la.

### Viện trợ lương thực
Trong năm 2002 và 2004, Ấn Độ đã đóng góp 2000 tấn ngũ cốc thực phẩm để giúp Triều Tiên vượt qua nạn đói nghiêm trọng như điều kiện. Năm 2010, Ấn Độ đã đáp ứng yêu cầu viện trợ lương thực của Bắc Triều Tiên và cung cấp cho họ 1300 tấn pulses và lúa mì trị giá 1 triệu đô la thông qua Chương trình lương thực thế giới của Liên Hợp Quốc.

## Chuyến thăm gần đây

### Năm 2015
Ngày 23 tháng 4 năm 2015, Ngoại trưởng Bắc Triều Tiên Ri Su Yong đã đến thăm New Delhi, thủ đô của Cộng hòa Ấn Độ để hội đàm với Ngoại trưởng Ấn Độ Sushma Swaraj về chương trình hạt nhân của Triều Tiên và yêu cầu hỗ trợ nhân đạo bổ sung nhưng không đạt được thỏa thuận nào vì Triều Tiên gần đây Tuyên bố của Triều Tiên ủng hộ Pakistan.

### Năm 2018
Ngày 15 tháng 5 năm 2018 Vijay Kumar Singh Gen. (Retd.), Ngoại trưởng Ấn Độ đã gặp Phó Chủ tịch Bắc triều Tiên Kim Yong-dae, và các Bộ trưởng Ngoại giao và Văn hóa.